# Ликович Ірина Миколаївна
Ірина Миколаївна Ликович (18 серпня 1984, Батрадь, Берегівський район, Закарпатська область), відома як Ірися Ликович — українська журналістка і письменниця. Лауреатка літературної премії «Дебют-2007».

## Життєпис
Народилася 18 серпня 1984 року в Батрадь Закарпатської області.
У 2001-му році закінчила Берегівську гімназію. У 2005 році закінчила філологічний факультет Ужгородського Національного університету.
Із січня по грудень 2007 року навчалася німецької мови при Гете-інституті міста Кельна (Німеччина).
У 2008-му році працювала в журналісткою газети «Думська площа» міста Одеси. Займається літературними перекладами з німецької та угорської мов.
Мешкає у Відні.
Вивчає германістику у Віденському Національному університеті та груповий психоаналіз в Альтауззе.

## Творчий доробок

### Окремі твори у журналах та альманахах
Друкувалася у журналах:
- «Сучасність» (Київ),
- «Ї» (Львів),
- «Київська Русь» (Київ),
- «Вінницький край» (Вінниця),
- «Україна» (Київ)
- в альманахах «Джинсове покоління», «Корзо» і «Карпатська саламандра».

### Книги
- Іронічний цикл про закарпатських поетів «Поети і портрети».
- Збірка новел «Перелітна» (Літературна агенція «Піраміда», Львів, 2006).
- Ликович Ірися. Твоя дитинка. — Київ : Нора-Друк, 2010. — С. 216. — (ПК (Популярні книжки)) — ISBN 978-966-2961-53-9.
- Роман "Татцельвурм. Тірольська історія" видавництво "Нора-Друк", 2011
- Роман "Віртуалка" видавництво "Фоліо", 2012

## Нагороди
Ірися Ликович:
- Переможниця літературних конкурсів Ужгородського національного університету та радіо «Люкс-ФМ».

- Лауреатка літературної премії «Дебют-2007».

- Лауреатка всеукраїнського конкурсу «Сила малого».

- Лауреатка Міжнародної премії імені Олеся Гончара (2009) у жанрі «проза»за рукопис роману «Твоя дитинка».
- Диплом "Вибір видавців" конкурсу "Коронація слова – 2010" за роман "Твоя дитинка".

- Диплом "Вибір видавці" конкурсу "Коронація слова – 2012" за роман "Віртуалка".

Творчий потенціал Ірисі Ликович відзначили шевченківські лауреати Ігор Римарук,
Тарас Федюк, Марія  Матіос та письменники Оксана Луцишина, Степан Процюк, Людмила Таран.
Київський журнал «Книжник-ревю» помістив її в щомісячному рейтингу у «Чудовій сімці», назвавши авторку «закарпатською Оксаною Забужко».